# She's the Boss
She's the Boss is het solo-debuutalbum van Mick Jagger, de zanger van The Rolling Stones, het werd uitgegeven in 1985.

## Tracklist
Alle nummers zijn geschreven door Mick Jagger tenzij anders vermeld.
1. Lonely At The Top (Mick Jagger, Keith Richards) – 3:47
2. 1/2 A Loaf – 4:59
3. Running Out Of Luck – 4:15
4. Turn The Girl Loose – 3:53
5. Hard Woman – 4:24
6. Just Another Night – 5:15
7. Lucky In Love (Mick Jagger, Carlos Alomar) – 6:13
8. Secrets – 5:02
9. She's The Boss (Mick Jagger,Carlos Alomar) – 5:15

## Muzikanten
- (Lead)zang - Mick Jagger
- achtergrondzang - Bernard Fowler, Mick Jagger, Fonzi Thornton
- Rap - Alfa Pickett
- Gitaar - Jeff Beck, Eddie Martinez, Nile Rodgers, G.E. Smith, Pete Townshend
- Bas - Bernard Edwards, Colin Hodgkinson, Bill Laswell, Robbie Shakespeare
- Piano - Jan Hammer, Robert Sabino
- Orgel - Herbie Hancock, Chuck Leavell
- Keyboard - Robert Sabino
- Synthesizer - Wally Badarou, John "Rabbit" Bundrick, Guy Fletcher, Herbie Hancock, Bill Laswell, Ron Magness, Robert Sabino
- Drum - Sly Dunbar, Steve Ferrone, Anton Fig, Michael Shrieve, Tony Thompson
- Percussie - Ray Cooper, Anton Fier, Daniel Ponce
- Bata - Daniel Ponce
- Shudders - Aïyb Dieng
- Saxofoon - Lenny Pickett

## Hitlijsten
Album
| Jaar | Hitlijst          | Notering |
| ---- | ----------------- | -------- |
| 1985 | UK Top 100 Albums | 6        |
| 1985 | The Billboard 200 | 13       |

Singles
| Jaar | Single               | Hitlijst                           | Notering |
| ---- | -------------------- | ---------------------------------- | -------- |
| 1985 | "Just Another Night" | UK Top 100 Singles                 | 32       |
| 1985 | "Just Another Night" | Mainstream Rock Tracks             | 1        |
| 1985 | "Just Another Night" | The Billboard Hot 100              | 12       |
| 1985 | "Just Another Night" | Hot Dance Music/Club Play          | 11       |
| 1985 | "Just Another Night" | Hot Dance Music/Maxi-Singles Sales | 20       |
| 1985 | "Just Another Night" | Hot R&B/Hip Hop Singles & Tracks   | 83       |
| 1985 | "Lonely At The Top"  | Mainstream Rock Tracks             | 9        |
| 1985 | "Lucky In Love"      | UK Top 100 Singles                 | 91       |
| 1985 | "Lucky In Love"      | Mainstream Rock Tracks             | 5        |
| 1985 | "Lucky In Love"      | The Billboard Hot 100              | 38       |
| 1985 | "Lucky In Love"      | Hot Dance Music/Club Play          | 11       |
| 1985 | "Lucky In Love"      | Hot Dance Music/Maxi-Singles Sales | 35       |